# اندیس کوه رینگو
کوه رینگو یک اندیس فلزی است که در حوالی شهر چاه داشی استان خراسان قرار دارد و مادهٔ معدنی موجود در آن، مس است.سنگ میزبان این اندیس پگماتیت است  در این اندیس، پاراژنز‌های آزوریت، کالکوسیت یافت می‌شوند.